# 胡族铺镇
胡族铺镇是位于中華人民共和國河南省固始县西部的一个镇，距县城28千米，毗邻潢川县、淮滨县。总面积184平方公里，人口7.5万。下辖1个街道居委会，及胡族、三里、滩湖、双庙、夏岗、塘坊、小河、六里、郑桥、李岗、王湖、新店、查棚、叶台、四里、杨店、易楼、三角、黄岗、金钟、甄湾、陈营、三台、黑湖、苏岗、迎河、韩店、刘井等28个行政村。

## 交通
- 312国道、216省道穿境而过